# Drosophila hyperpolychaeta
Drosophila hyperpolychaeta este o specie de muște din genul Drosophila, familia Drosophilidae, descrisă de Toyohi Okada în anul 1988.
Este endemică în Sri Lanka. Conform Catalogue of Life specia Drosophila hyperpolychaeta nu are subspecii cunoscute.